# Chimdi
Chimdi (nep. चिम्डी) – gaun wikas samiti we wschodniej części Nepalu w strefie Kośi w dystrykcie Sunsari. Według nepalskiego spisu powszechnego z 2001 roku liczył on 1144 gospodarstw domowych i 5629 mieszkańców (2835 kobiet i 2794 mężczyzn).